# Jehan Vaillant
Jehan Vaillant (fl. ?1360 bis 1390, auch Jean oder Johannes Vayllant) war ein französischer Komponist und Musiktheoretiker des Mittelalters.

## Leben und Werk
Hinsichtlich der Biographie von Jean Vaillant besteht große Unsicherheit. Es gibt Hinweise, dass er als Meister einer Musikschule in Paris wirkte. Andererseits sind seine Werke im sogenannten Codex Chantilly überliefert, in dem sich auch Kompositionen von Sängern am päpstlichen Hof in Avignon finden, was dazu führte, ihn mit einem capellanus Johannes Valentis oder Valhant in Verbindung zu bringen, der 1361 in päpstlichem Dienst verstarb. Da andere Hinweise jedoch auf musikalische Aktivität noch am Ende des 14. Jahrhunderts deuten, gilt als wahrscheinlicher, dass er einer der mehreren dokumentierten Träger dieses Namens war, die zwischen 1377 und 1387 in höherer Position am Hof des damaligen Herzogs von Berry wirkten.
Vaillants polymetrische Kompositionstechnik legt nahe, dass er ein jüngerer Zeitgenosse Guillaume de Machauts war. Fünf Kompositionen Vaillants (ein sechstes Werk, das anonym überlieferte Rondeau „Quiconques veut“, wird ihm zugeschrieben) sind im Codex Chantilly überliefert, darunter das isorhythmische Rondeau „Pour ce que je ne say“, das als Lehrstück für seine Schüler konzipiert war. Das Virelai „Par maintes foys“ mit bildhaften Vogelruf-Imitationen und Gegenrhythmen (vier gegen drei) muss eines der beliebtesten Werke seiner Zeit gewesen sein, da es in verschiedenen Varianten in neun Quellen überliefert ist. Vaillant war zudem Autor einer Abhandlung über Stimmung.